# 企業コンプライアンス
企業コンプライアンス（きぎょうコンプライアンス、英語: regulatory compliance）またはレギュラトリー・コンプライアンスとは、組織が、関連する法律、政策、および規制を認識しており、それらを順守するための措置を講じていることを確実なものとするための取り組みにおいて達成すべきことの目標を設定することを意味する。
現代においては、関連する法令等が増え、運用における透明性確保のため、組織にとって統合され一貫性あるコンプライアンス管理の必要性が高まってきている。この統合管理のアプローチは、リソースを不必要に重複させることなく、必要なすべてのガバナンス要件を確実に満たすために必要となることとされている。

## 日本における名称
一般に、コンプライアンスとは「要求や命令などに従うこと」ことを意味し、仕様、規格、ポリシー（政策）、法律などに準拠することを指す。レギュラトリー・コンプライアンスという言葉は、直訳すると「規制に準拠または遵守（順守）すること」となるが、日本においては「法令（等）遵守（順守）」、または「企業コンプライアンス」などと訳されることがある。本文においては、以下、レギュラトリー・コンプライアンスとする。
なお、「従う」べき法令等とは異なり、自ら培い自主的に実践する倫理については、それぞれの企業組織と職能団体や業界団体がよって立つ職業倫理として掲げる倫理綱領などがあり、さらにはビジネスにおいてはビジネス倫理（Business ethics）（いわゆる企業倫理）があり、コンプライアンスと職業倫理は歴史的にも内容的にも根本的に全く異なる別の概念である。

## 課題
レギュラトリー・コンプライアンスの一部である、記録保持（Data retention）は、多くの場合、課題となることが明らかになっている。これは、業界の規制に準拠することで得られる安全性と、ユーザーのプライバシーを保護することは、相反するようなケースが存在するからである。
具体的には、記録保持に関する法律および規制は、そのデータ所有者およびその他のサービスプロバイダーに対して、通常の業務に必要な期間を超えるユーザーアクティビティの広範な記録を保持することを求めている場合がある。これらの要件は、プライバシー権の保護を求める立場の人々によって疑問視されている点となっている。
特に、米国などの国においては、各法律において、忘れられる権利を与えることが義務付けられており、要求された場合はマーケティングリストから個人を削除するか、個人情報を第三者と共有する時期と理由を伝えるか、少なくともそのデータを共有する前に許可を求める必要がある。しかしながら、同時により長い期間の記録保持を求める新しい法律が出てきており、この分野でのレギュラトリー・コンプライアンスは困難を伴うものとなっている。

## 国際標準
国際標準化機構（ISO）のISO 37301：2021標準は、企業がレギュラトリー・コンプライアンスを処理する方法に関する主要な国際標準の1つであり、コンプライアンスとリスクがどのように連携して機能するか参考になるものである。ISOは、ISO/IEC 27002などの国際規格も作成しており、組織がセキュリティ管理と保証のベストプラクティスを規制に準拠できるように支援している。